# Szermierka na Letnich Igrzyskach Olimpijskich 2012
Zawody w szermierce na Letnich Igrzyskach Olimpijskich w Londynie rozgrywane były w dniach 28 lipca – 5 sierpnia w hali ExCeL.

## Medaliści

### Mężczyźni
| Złoto                                                                         | Srebro                                                                                 | Brąz                                                                            |
| Floret indywidualnie                                                          |                                                                                        |                                                                                 |
| Lei Sheng                                                                     | Ala ad-Din Abu al-Kasim                                                                | Choi Byung-chul                                                                 |
| Floret drużynowo                                                              |                                                                                        |                                                                                 |
| Włochy · Valerio Aspromonte · Giorgio Avola · Andrea Baldini · Andrea Cassarà | Japonia · Suguru Awaji · Kenta Chida · Ryō Miyake · Yūki Ōta                           | Niemcy · Sebastian Bachmann · Peter Joppich · Benjamin Kleibrink · André Weßels |
| Szabla indywidualnie                                                          |                                                                                        |                                                                                 |
| Áron Szilágyi                                                                 | Diego Occhiuzzi                                                                        | Nikołaj Kowalow                                                                 |
| Szabla drużynowo                                                              |                                                                                        |                                                                                 |
| Korea Południowa · Gu Bon-gil · Won Woo-young · Kim Jung-hwan · Oh Eun-seok   | Rumunia · Tiberiu Dolniceanu · Rareș Dumitrescu · Alexandru Sirițeanu · Florin Zalomir | Włochy · Aldo Montano · Diego Occhiuzzi · Luigi Samele · Luigi Tarantino        |
| Szpada indywidualnie                                                          |                                                                                        |                                                                                 |
| Rubén Limardo                                                                 | Bartosz Piasecki                                                                       | Jung Jin-sun                                                                    |

### Kobiety
| Złoto                                                                               | Srebro                                                                                    | Brąz                                                                                |
| Floret indywidualnie                                                                |                                                                                           |                                                                                     |
| Elisa Di Francisca                                                                  | Arianna Errigo                                                                            | Valentina Vezzali                                                                   |
| Floret drużynowo                                                                    |                                                                                           |                                                                                     |
| Włochy · Elisa Di Francisca · Arianna Errigo · Ilaria Salvatori · Valentina Vezzali | Rosja · Aida Szanajewa · Łarisa Korobiejnikowa · Inna Dierigłazowa · Kamiłła Gafurzianowa | Korea Południowa · Nam Hyun-hee · Jeon Hee-sook · Jung Gil-ok · Oh Ha-na            |
| Szabla indywidualnie                                                                |                                                                                           |                                                                                     |
| Kim Ji-yeon                                                                         | Sofja Wielika                                                                             | Olha Charłan                                                                        |
| Szpada indywidualnie                                                                |                                                                                           |                                                                                     |
| Jana Szemiakina                                                                     | Britta Heidemann                                                                          | Sun Yujie                                                                           |
| Szpada drużynowo                                                                    |                                                                                           |                                                                                     |
| Chiny · Li Na · Luo Xiaojuan · Sun Yujie · Xu Anqi                                  | Korea Południowa · Shin A-lam · Jung Hyo-jung · Choi In-jeong · Choi Eun-sook             | Stany Zjednoczone · Maya Lawrence · Courtney Hurley · Kelley Hurley · Susie Scanlan |

## Tabela medalowa
| Miejsce | Państwo           | Złoto | Srebro | Brąz | Razem |
| ------- | ----------------- | ----- | ------ | ---- | ----- |
| 1       | Włochy            | 3     | 2      | 2    | 7     |
| 2       | Korea Południowa  | 2     | 1      | 3    | 6     |
| 3       | Chiny             | 2     | 0      | 1    | 3     |
| 4       | Ukraina           | 1     | 0      | 1    | 2     |
| 5       | Wenezuela         | 1     | 0      | 0    | 1     |
| 5       | Węgry             | 1     | 0      | 0    | 1     |
| 7       | Rosja             | 0     | 2      | 1    | 3     |
| 8       | Niemcy            | 0     | 1      | 1    | 2     |
| 9       | Egipt             | 0     | 1      | 0    | 1     |
| 9       | Japonia           | 0     | 1      | 0    | 1     |
| 9       | Norwegia          | 0     | 1      | 0    | 1     |
| 9       | Rumunia           | 0     | 1      | 0    | 1     |
| 13      | Stany Zjednoczone | 0     | 0      | 1    | 1     |
|         | Razem             | 10    | 10     | 10   | 30    |